# Günter Opitz (Hornist)
Günther Opitz (* 2. März 1928 in Lucka; † 21. September 2016 in Leipzig) war ein deutscher Hornist, Kammervirtuose.

## Leben
Im Alter von zehn Jahren fing Opitz an die Violine zu erlernen. 1942 begann er ein Musikstudium an der Städtischen Orchesterschule in Glauchau (Sachsen). Dort lernte er andere Instrumente kennen und entschied sich für das Waldhorn. Sein Hornlehrer war Kurt Haubenreißer (Chemnitz).
Nach Kriegsende führte ihn sein Werdegang an die Theaterorchester Zeitz (1946), Altenburg (1946/47), Halle/Saale (1947/48), Erfurt (1948/49) und Magdeburg (1949–1959). Danach wurde er Solohornist am Rundfunk-Sinfonieorchester Leipzig, wo er bis zu seinem 65. Lebensjahr in dieser Position tätig war.
Opitz lehrte sieben Jahre an der Georg-Philipp-Telemann-Musikschule in Magdeburg sowie vier Jahre an der Hochschule für Musik und Theater „Felix Mendelssohn Bartholdy“ Leipzig.
Neben seinem Wirken im Rundfunk-Sinfonieorchester Leipzig und seiner Lehrtätigkeit konzertierte er mit dem Leipziger Hornquartett, welches er 32 Jahre lang leitete und mit dem er viele Rundfunkaufnahmen produzierte:
- 1959 bis 1966 gemeinsam mit Waldemar Markus, Siegfried Gizyki und Kurt Janetzky,
- 1966 bis 1988 mit Waldemar Markus, Siegfried Gizyki und Dieter Reinhardt,
- 1988 bis 1990 mit Johannes Winkler, Siegfried Gizyki und Dieter Reinhardt sowie
- 1990 bis 1991 mit Johannes Winkler, Jens-Uwe Weiß und Dieter Reinhardt.

Zu den Komponisten, die für das Hornquartett komponierten, zählen Helmut Schachmann, Carlernst Ortwein, Fred Malige, Josef Bönisch (4 Werke), Claus Creuznacher (5 Werke), Jürgen Dietze, Friedbert Groß (4 Werke), Theodorus Hlouschek, Albert Kolnhofer, Dieter Nowka, Friedrich Schenker, Jiri Simek, Helmuth Schneider, Gerd Schlotter, Graham Whettam, Jan Koetsier (3 Werke).
Günter Opitz erhielt mit dem Leipziger Hornquartett 1983 den Kunstpreis der Stadt Leipzig.

## Aufnahmen
- 1969: Benjamin Britten, Serenade op. 31 mit Peter Schreier (Tenor), Rundfunk-Sinfonieorchester Leipzig unter Leitung von Herbert Kegel
- 1983: Musik für Waldhörner 1
- 1985/86: Musik für Waldhörner 2 (Telemann, Haydn, Lütgen, Friedbert Groß Vier Stücke für Hornquartett, Graham Whettam Quartett für vier Hörner)